# Сергієвська сільська рада (Оренбурзький район)
Сергі́євська сільська рада (рос. Сергеевский сельский совет) — сільське поселення у складі Оренбурзького району Оренбурзької області Росії.
Адміністративний центр — село Сергієвка.

## Населення
Населення — 2090 осіб (2019; 1904 в 2010, 1474 у 2002).

## Склад
До складу сільської ради входять:
| Населений пункт       | Населення, осіб (2002) | Населення, осіб (2010) |
| --------------------- | ---------------------- | ---------------------- |
| 17 км, селище         | 18                     | 61                     |
| Красна Поляна, хутір  | 61                     | 74                     |
| Мазуровка, село       | 95                     | 191                    |
| Приютово, село        | 172                    | 265                    |
| Сергієвка, село       | 1074                   | 1252                   |
| Панкратовський, хутір | 54                     | 61                     |